# Pittsburgh Athletic Club
Pittsburgh Athletic Club ali Pittsburgh PAC je bil profesionalni hokejski klub iz Pittsburgha. Ustanovljen je bil okoli leta 1899, igral je v ligi Pittsburgh Hockey League, ki je leta 1902 postala znana kot Western Pennsylvania Hockey League. Kot član lige PHL je Pittsburg PAC osvojil tri naslove prvakov mesta Pittsburgh, s tem je prejel tudi v vseh treh letih (1899, 1900 in 1901) pokal $500 Trophy. Domača dvorana kluba je bila Duquesne Gardens. Prva odigrana tekma v dvorani sploh je pravzaprav bila tekma med Pittsburghom PAC in univerzitetnim moštvom univerze Western University of Pennsylvania (Univerza v Pittsburghu). WPHL je delovala do 1904, ko je potegnila svoje najboljše igralce v eno moštvo iz Pittsburgha, imenovano Pittsburgh Pros, ki je tri sezone igralo v ligi International Professional Hockey League. Za Pros so igrali tudi nekateri hokejisti PAC-a. Ko je WPHL leta 1907 znova zaživela, je znova zaživel tudi PAC. Tako liga kot klub sta razpadla leta 1909. 